# Староселье (Подрощинское сельское поселение)
Староселье — деревня в Ярцевском районе Смоленской области России. Входит в состав Подрощинского сельского поселения. Население — 345 жителей (2007 год). 
Расположена в центральной части области в 6 км к юго-западу от Ярцева, в 3 км южнее автодороги М1 «Беларусь», на берегу реки Дубровинка. В 6 км севернее деревни расположена железнодорожная станция Ярцево на линии Москва — Минск. 

## История
В годы Великой Отечественной войны деревня была оккупирована гитлеровскими войсками в июле 1941 года, освобождена в сентябре 1943 года.